# Вяземская епархия
Вя́земская епа́рхия — епархия Русской православной церкви, объединяющая приходы и монастыри в северо-восточной части Смоленской области (в границах Вяземского, Гагаринского, Новодугинского, Сафоновского, Сычёвского, Тёмкинского, Угранского и Холм-Жирковского районов). Входит в состав Смоленской митрополии.

## История
Проект создания Вяземского викариатства был выдвинут царём Феодором Алексеевичем на Соборе в ноябре 1681 года. Царь предложил учредить в подчинении Смоленского митрополита 2 епископские кафедры — в Брянске и в Вязьме. Участники Собора 1681—1682 годов отказались от учреждения подчинённых епископских кафедр, чтобы «в архиерейском чине не было какого церковного разгласия».
Во второй половине XVIII века город с уездом состоял в Вяземском округе Московской епархии под управлением епископов Сарских и Подонских (Крутицких). Из Крутицкой епархии в Смоленскую Вязьма была передана в 1764 году.
Решение об учреждении Вяземского викариатства было принято на внеочередном епархиальном съезде духовенства и мирян Смоленской губернии под председательством епископа Смоленского Феодосия (Феодосиева), состоявшемся 16 мая 1917 года в Смоленске. Съезд постановил увеличить число епископских кафедр путём создания викариатств в крупных центрах губернии.
Вяземское викариатство было открыто согласно постановлению Патриарха Тихона и Священного Синода Русской Православной Церкви 19 июня 1918 года. 12 августа Вяземским архиереем был назначен бывший Орловский епископ сщмч. Макарий (Гневушев), с начала 1918 года являвшийся настоятелем вяземского Иоанно-Предтеченского монастыря. В 1936 году кафедра пресеклась.
После этого викариатство в Вязьме существовало в 1955 году и в 2005—2009 годах.
5 мая 2015 года решением Священного Синода была образована самостоятельная Вяземская епархия путём выделения из состава Смоленской епархии с включением в состав новообразованной Смоленской митрополии.

## Епископы
Вяземское викариатство
- Макарий (Гневушев) (12 августа — 4 сентября 1918)
- Павел (Ивановский) (17 сентября 1918 — 1919)
- Филипп (Ставицкий) (16 (29) декабря 1919 — 19 октября 1920)
- Венедикт (Алентов) (27 марта 1921 — лето 1922, 1924—1927)
- Владимир (Горьковский) (1929 — 11 августа 1932)
- Никон (Пурлевский) (3 апреля — август 1933) в/у, епископ Ржевский
- Модест (Никитин) (24 августа 1933 — 2 декабря 1937)
- Михаил (Чуб) (1 февраля — 5 апреля 1955)
- Игнатий (Пунин) (7 июля 2005 — 31 марта 2009)

Вяземская епархия
- Сергий (Зятьков) (21 мая 2015 ― 24 октября 2024)
- Исидор (Тупикин), в/у, митрополит Смоленский и Дорогобужский (с 24 октября 2024)

## Благочиния
Епархия разделена на 5 церковных округов:
- Вяземское благочиние
- Гагаринское благочиние
- Сафоновское благочиние
- Сычёвское благочиние
- Угранское благочиние

## Монастыри
- Вяземский Иоанно-Предтеченский монастырь в Вязьме (женский)
- Свято-Владимирский монастырь на истоке Днепра в урочище Рождество Сычёвского района (мужской)
- Спасо-Богородицкий Одигитриевский монастырь в деревне Всеволодкино Вяземского района (женский)

Бывшие
- Аркадьевский монастырь в Вязьме